# Sant Quirze de Pedret

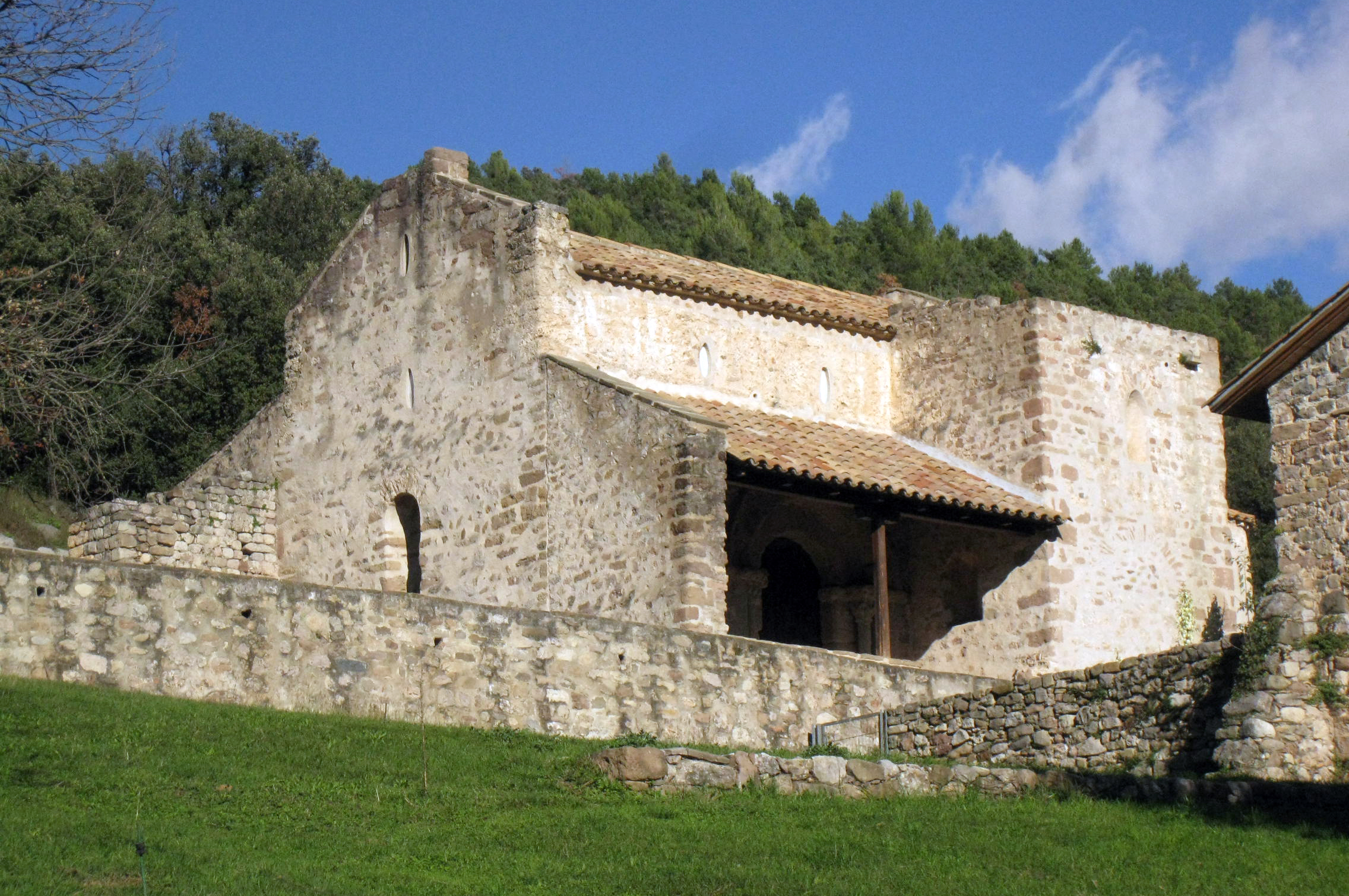
Sant Quirze de Pedret (von Südwesten)

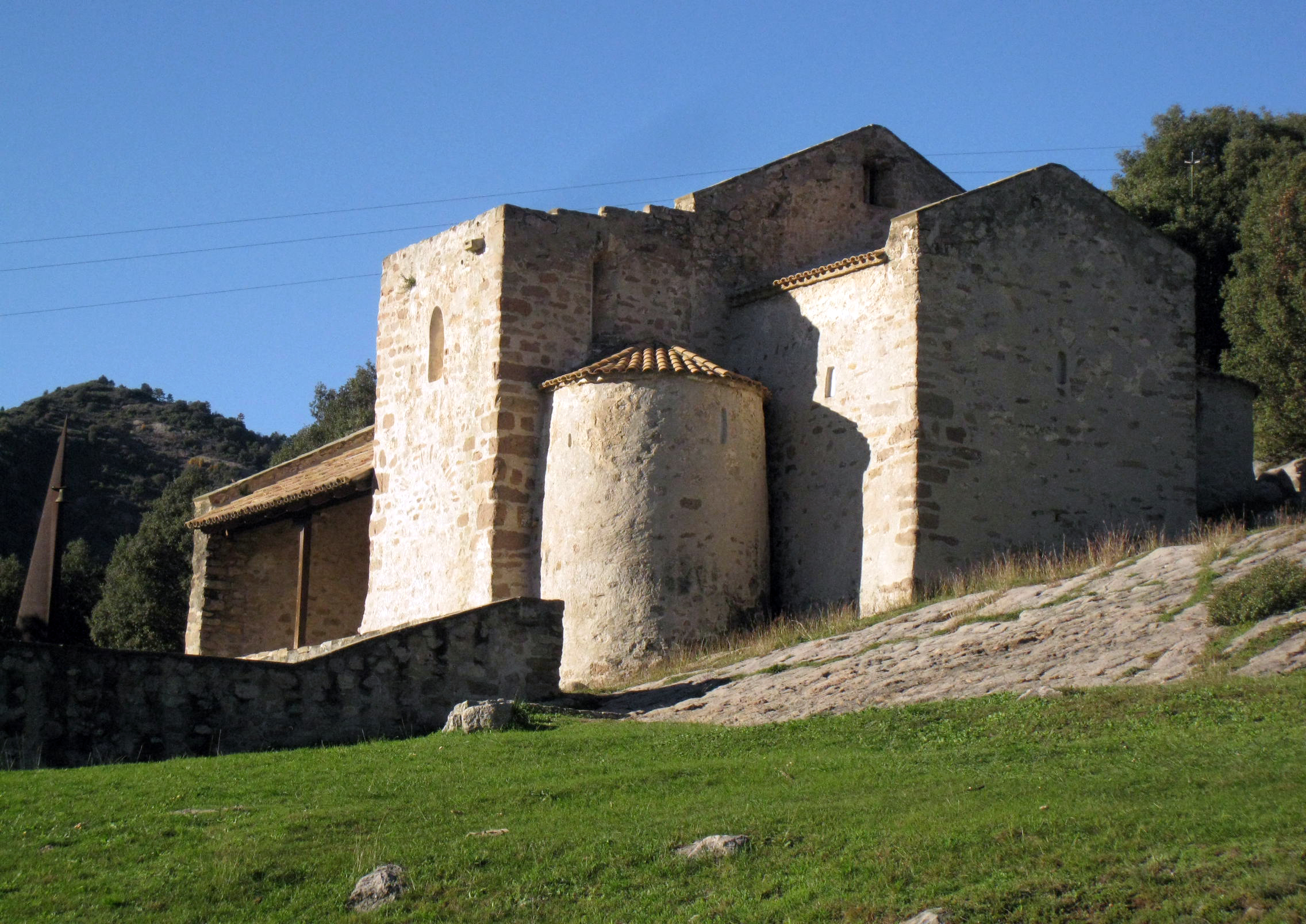
Ansicht von Südosten

Sant Quirze de Pedret ist eine vorromanische Kirche im mozarabischen Stil in der Provinz Barcelona der spanischen Autonomen Gemeinschaft Katalonien. Von besonderer Bedeutung sind ihre Wandmalereien, die heute im Museu de Solsona (Museum von Solsona) und im Museu Nacional d’Art de Catalunya (MNAC) in Barcelona ausgestellt sind. Im Jahr 1931 wurde die Kirche zum Baudenkmal (Monument històric) erklärt.

## Lage
Die Kirche befindet sich etwa drei Kilometer östlich von Berga, gehört aber zur Gemeinde Cercs in der Comarca Berguedà. Der Kirchenbau liegt einsam am Hang eines Hügels und ist nur auf einem Fußweg über eine mittelalterliche Brücke, die den Riu Llobregat überquert, zu erreichen.

## Geschichte
Der heute aufgegebene Ort Pedret wurde 983 zum ersten Mal erwähnt. Die ältesten erhaltenen Quellen mit Bezug auf die den heiligen Quiricus und Julitta gewidmete Kirche stammen von 1167. Ein erster, einschiffiger Bau entstand vermutlich um 900. In der Mitte des 10. bis Anfang des 11. Jahrhunderts wurden zwei Seitenschiffe hinzugefügt, die in Apsiden mit hufeisenförmigem Grundriss münden. Aus dieser Zeit stammen auch die mit Ruß, Ocker und Rötel ausgeführten vorromanischen Malereien in der Mittelapsis, die bei Restaurierungsmaßnahmen im Jahr 1937 unter den romanischen Fresken aus dem 11./12. Jahrhundert zutage kamen.
Nachdem die Kirche lange Zeit aufgegeben war, wurde von 1959 bis 1964 eine erste Restaurierung durchgeführt. Seitdem finden hier wieder Gottesdienste statt. Eine weitere Restaurierung, die auch mit Ausgrabungen verbunden war, erfolgte von 1989 bis 1992. Dabei wurden die Apsiden mit Reproduktionen von Dachziegeln aus dem 10. Jahrhundert, die bei den Ausgrabungen gefunden worden waren, neu gedeckt. Innen wurde der Putz erneuert und die verbliebenen Wandmalereien restauriert oder Kopien angebracht. Eine weitere Restaurierung der noch in der Kirche verbliebenen Reste der romanischen Malereien fand 1995 statt.

## Architektur

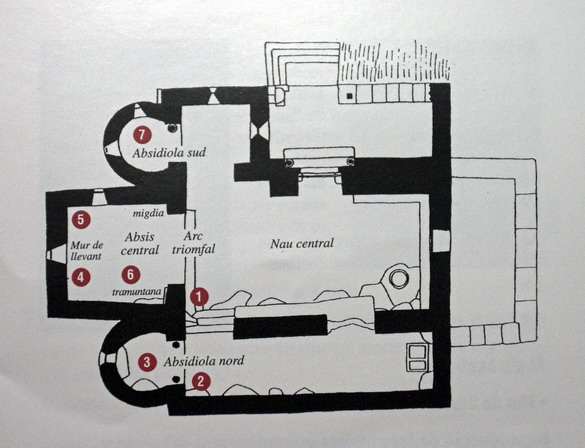
Grundriss

Alle Teile des Kirchengebäudes sind aus Bruchsteinmauerwerk errichtet. Im Osten schließen sich an eine größere, rechteckige Mittelapsis die beiden niedrigeren, hufeisenförmigen Seitenapsiden an. Heute befindet sich der Eingang an der Stelle des südlichen Seitenschiffes, das bereits im 13. Jahrhundert zum Teil abgerissen wurde. Unter einem Vordach ist das stark beschädigte romanische Portal erhalten. Vom ersten Bau aus der Zeit um 900 stammen das heutige Langhaus und der trapezförmige Altarraum, zu dem sich ein Hufeisenbogen öffnet und der von einem Tonnengewölbe überspannt wird. Das Hauptschiff wird von den Seitenschiffen durch Hufeisenbögen getrennt.

## Wand- und Deckenmalereien

### Vorromanische Wandmalereien

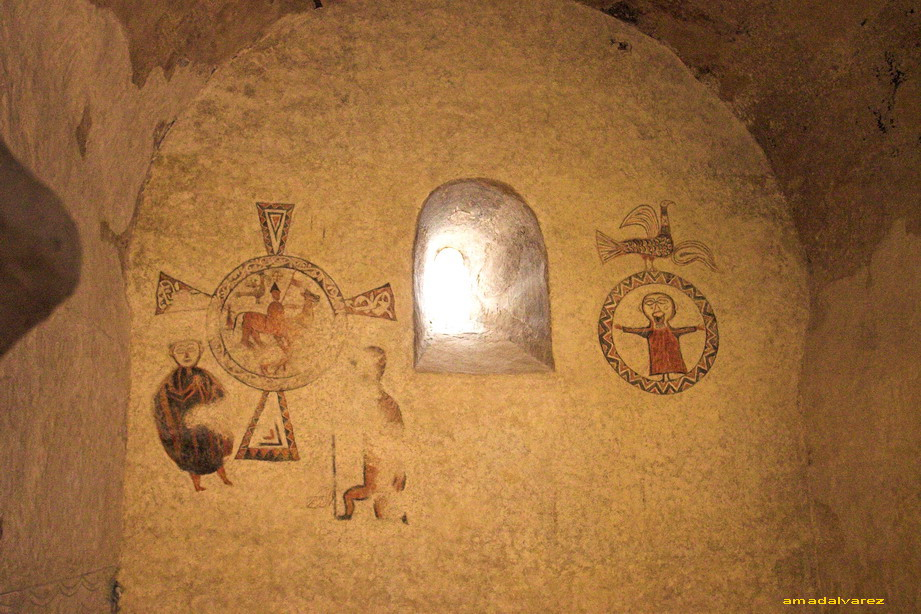
Vorromanische Malereien in der Mittelapsis

An der Stirnwand der Apsis wurden 1937 unter einem romanischen Freskengrund aus dem späten 11. Jahrhundert zwei Malereien entdeckt, die dem Ende des 10. bis Anfang des 11. Jahrhunderts zugeordnet werden und die heute durch Kopien ersetzt sind. Die Originale befinden sich seit 1940 im Museum von Solsona.
Rechts vom Apsisfenster sieht man einen Kreis mit einem Durchmesser von ungefähr einem Meter, darin eine männliche, bärtige Figur, mit einer Tunika bekleidet, die einen Betenden mit ausgebreiteten Armen darstellt. Über dem Kreis sitzt ein Vogel, vielleicht ein Pfau, Symbol für das ewige Leben.
Auf der linken Darstellung ist ein etwa zwei Meter hohes Kreuz zu sehen mit einem Kreis in der Mitte. Die sich nach außen verbreiternden Kreuzarme ragen aus dem Kreis. In der Mitte des Kreises ist ein Ritter mit einer Lanze und einer Standarte dargestellt, ebenso eine kleine menschliche Figur und ein Hund, sowie ein Pfau mit einer Taube auf dem Rücken. Über dem Kopf des Ritters ist ein Tatzenkreuz zu sehen, an dessen linkem Balken Trauben hängen, an denen der Pfau pickt. Außerhalb des Kreises, unter dem linken Kreuzarm, steht ein Mann mit langer Kleidung. Unter dem rechten Kreuzarm kniet eine Person mit Stab neben einem Feuer.

### Romanische Malereien
Die Originale der romanischen Malereien der Nord- und Südapsis befinden sich seit 1922 im Museu Nacional d’Art de Catalunya in Barcelona. Sie werden dem Ende des 11. oder frühen 12. Jahrhundert zugeordnet. An den Seitenwänden der südlichen Apsis sind die klugen und die törichten Jungfrauen (Mt 25,1-13 ) dargestellt, wobei sich die klugen Jungfrauen durch ihre Kronen und ihre kostbareren Gewänder von den törichten unterscheiden. Die klugen Jungfrauen sitzen neben Jesus am Tisch, die törichten stehen daneben. Auf dem Gewölbe thront, von einer Mandorla umgeben, Maria mit dem Jesuskind. Von den Malereien der Nordapsis sind nur noch Fragmente erhalten.
Die romanischen Malereien in der Mittelapsis werden in das Ende des 11. Jahrhunderts datiert. Die Originale befinden sich seit 1940 im Museum von Solsona. Sie stellen Szenen der Apokalypse dar, am Gewölbe Christus als Weltenrichter, umgeben von den Evangelistensymbolen, und an den Seiten Kain und Abel, die Opferung Isaaks und den Kirchenpatron Quiricus mit seiner Mutter Julitta.